# 馬特·布拉利
馬修·本雅卡恩“馬特”布拉利（英語：Matthew Benjakarn "Matt" Braly，1988年11月8日—），通稱馬特·布拉利（英語：Matt Braly）是一名美國動畫師、導演、作家、製片人和故事板藝術家。他創作和執行製作迪士尼頻道動畫系列蛙！小安的奇幻之旅，以及執導神秘小鎮大冒險和格林一家進城趣。

## 外部鏈接
- 馬特·布拉利在互联网电影资料库（IMDb）上的資料（英文）